# Poland (Maine)
Poland es un pueblo ubicado en el condado de Androscoggin en el estado estadounidense de Maine. En el Censo de 2010 tenía una población de 5.376 habitantes y una densidad poblacional de 43,99 personas por km².

## Geografía
Poland se encuentra ubicado en las coordenadas 44°2′53″N 70°23′37″O / 44.04806, -70.39361. Según la Oficina del Censo de los Estados Unidos, Poland tiene una superficie total de 122.22 km², de la cual 109.38 km² corresponden a tierra firme y (10.5%) 12.84 km² es agua.

## Demografía
Según el censo de 2010, había 5.376 personas residiendo en Poland. La densidad de población era de 43,99 hab./km². De los 5.376 habitantes, Poland estaba compuesto por el 97.4% blancos, el 0.37% eran afroamericanos, el 0.3% eran amerindios, el 0.45% eran asiáticos, el 0% eran isleños del Pacífico, el 0.19% eran de otras razas y el 1.3% pertenecían a dos o más razas. Del total de la población el 0.6% eran hispanos o latinos de cualquier raza.